# Anopheles demeilloni
Anopheles demeilloni är en tvåvingeart som beskrevs av Evans 1933. Anopheles demeilloni ingår i släktet Anopheles och familjen stickmyggor. Inga underarter finns listade i Catalogue of Life.